# Солянуватка
Солянува́тка (до 1946 року — Ляцко) — село в Україні, у Самбірському районі Львівської області, розташоване 12 км. від майбутнього спільного українсько-польського пункту пропуску Нижанковичі - Мальговіце. Орган місцевого самоврядування — Добромильська міська рада.

## Історія
Перша згадка про село датується 1380 роком. До Другої світової війни село називалось Ляцко.
7.5.1946 перейменували село Ляцьке Добромильського району на село Соляноватка і Ляцьківську сільську Раду — на Соляноватську.
Населення становить 552 осіб (2001 р.). 1921 р. тут проживала 1221 особа, а 1928-го — 1100 осіб, серед яких було 110 школярів. Колись тут добували сіль, про що свідчить назва села, а також назва поблизького урочища Саліна (нині — північно-західна околиця міста Добромиля). Солянуватка тягнеться майже на 3 км вздовж річечки Бібіски.

## Населення

### Мова
Розподіл населення за рідною мовою за даними перепису 2001 року:
| Мова       | Кількість | Відсоток |
| ---------- | --------- | -------- |
| українська | 548       | 99.28%   |
| російська  | 4         | 0.72%    |
| Усього     | 552       | 100%     |

## Храм
У селі є церква, названа на честь свята Різдва Пресвятої Богородиці. 1907 року її розмальовувала група студентів Віденської академії мистецтв для своїх дипломних робіт. Донині в церкві є їх малюнки й ескізи.
Тепер храм належить парафії ПЦУ.

## Відомі люди
- Богдан Цицик — член підпілля ОУН. Самостійно здійснив декілька вдалих замахів на впливових працівників НКВС.